# Bulldogs de Minnesota-Duluth (hockey sur glace masculin)
Pour les articles homonymes, voir Bulldogs de Minnesota-Duluth.
L'équipe de hockey sur glace masculin des Bulldogs de Minnesota-Duluth, ou Minnesota-Duluth Bulldogs en anglais, est un programme de hockey sur glace universitaire qui représente l'université du Minnesota à Duluth en Division I de la National Collegiate Athletic Association (souvent désigné par le sigle NCAA). Créée en 1930, l'équipe de hockey des Bulldogs est membre de la Western Collegiate Hockey Association de 1965 à 2013. À compter de la saison 2013-2014, ils intègrent la National Collegiate Hockey Conference. L'équipe joue au AMSOIL Arena, une patinoire d'une capacité de 6 726 places située à Duluth dans l'État du Minnesota aux États-Unis.
Les Bulldogs ont produit plusieurs joueurs professionnels parmi lesquels Glenn « Chico » Resch, Jim Johnson, Tom Kurvers, Dave Langevin et Bob Mason, ainsi que Brett Hull, membre du Temple de la renommée du hockey, Mark Pavelich et John Harrington, tous deux membres du Miracle sur glace qui a vu les États-Unis remporter l'or olympique en 1980. En 2011, Les Bulldogs remportent leur premier titre de champion de la NCAA en dominant en finale les Wolverines du Michigan.

## Historique

### Années pré-NCAA (1930-1961)
Le 10 décembre 1930, le Duluth State Teacher's College (souvent désigné par le sigle DSTC) décide d'ajouter le hockey sur glace au programme de son club sportif. Sous la direction de Frank Kovach, déjà à l'origine des équipes de football américain et de basket-ball du club cette même année, l'équipe joue sa première partie le 13 janvier suivant au Duluth Amphitheater, une défaite 3-0 face à la Duluth Central High School puis s'incline lors de ses deux autres rencontres de l'année. Les Pedagogues, désormais membre de la Head of the Lakes Scholastic League, enregistrent leur première victoire le 27 février 1932 contre la Two Harbours High School. Après seulement deux années d'existence, le programme de hockey connaît un coup d'arrêt en raison de la Grande Dépression. Il faut attendre 1946 pour voir le DSTC s'engager de nouveau dans ce sport.
Pour leur retour, les Bulldogs jouent une saison dans la City Senior Hockey League avant d'évoluer comme une équipe indépendante pendant deux ans, remportant toutes leurs parties en 1948-1949. En 1949, l'Université de Minnesota Duluth devient membre de la Minnesota Intercollegiate Athletic Conference (souvent désignée par le sigle MIAC),. En 1953, les Bulldogs remportent leur premier titre en finissant premier à égalité avec les Tommies de l'Université de Saint Thomas. Premier puis deuxième lors des deux années qui suivent, Minnesota-Duluth domine ensuite la conférence pendant six saisons, remportant une série de cinquante-six rencontres consécutives. Durant cette période, les Bulldogs enregistrent aussi leur première victoire face à une équipe de la Division I de la National Collegiate Athletic Association, un succès 5-3 sur les Huskies de Michigan Tech.

### Premières années difficiles en NCAA (1961-1982)
En août 1961, les Bulldogs décident de quitter la MIAC et de rejoindre la NCAA-Division I. Durant les quatre saisons qui suivent, Minnesota-Duluth évolue en tant qu'équipe indépendante, disputant l'essentiel de ses rencontres contre des équipes de la Western Collegiate Hockey Association (souvent désigné par le sigle WCHA). En avril 1965, les Bulldogs rejoignent officiellement la WCHA, devenant la première équipe à intégrer la conférence depuis sa création en 1951. La première saison est difficile pour la nouvelle équipe qui doit attendre sa quinzième partie pour enregistrer une victoire. Dernier de la WCHA, Minnesota-Duluth est battu en première ronde des séries éliminatoires par Michigan Tech, la dernière rencontre jouée au Duluth Curling Club. De son côté, le défenseur Bob Hill devient le premier joueur des Bulldogs à être nommé au sein d'une équipe All-America. Le 19 novembre 1966, les Bulldogs disputent leur première partie au Duluth Arena Auditorium, une victoire 8-1 face aux Golden Gophers du Minnesota. Minnesota-Duluth finit sixième de la saison 1966-1967 et est de nouveau éliminé en première ronde par Michigan Tech tandis que Keith Christiansen termine meilleur pointeur de la conférence avec 46 points et est désigné meilleur joueur de la WCHA.
Dans les années qui suivent les Bulldogs terminent régulièrement en bas de tableau et sont éliminés en première ronde des séries lorsqu'il participent. En 1971, ils remportent leur première partie au cours des séries de la WCHA, une victoire 4-3 en prolongations face aux Spartans de Michigan State, la seule jusqu'en 1979.
Emmenés par les futurs champions olympiques Mark Pavelich et John Harrington, les Bulldogs réalisent une série de treize rencontres sans défaite et terminent troisième de la WCHA en 1978-1979, leur meilleur classement à l'époque,. Durant les séries, ils éliminent les Pioneers de Denver avant de s'incliner face aux Golden Gophers. Au cours des trois saisons qui suivent, Minnesota Duluth finit en milieu de tableau et est éliminé en première ronde des séries à chaque reprise.

## Bilan saison par saison
Entre 1930 et 1961, le programme de hockey sur glace des Bulldogs de Minnesota-Duluth est actif durant dix-huit saisons dont trois en tant qu'équipe indépendante. En 1948-1949, les Bulldogs remportent toutes les rencontres disputées. À partir de 1949, l'équipe devient membre de la Minnesota Intercollegiate Athletic Conference qu'elle remporte à huit reprises.
En 1961, les Bulldogs rejoignent la Division I de la NCAA. Après quatre saisons en tant qu'équipe indépendante, ils intègrent la Western Collegiate Hockey Association. Ils terminent en tête de leur conférence à trois reprises et remportent les séries autant de fois. Les Bulldogs ont également disputé le tournoi NCAA huit fois, le remportant une fois. En cinquante-et-une saisons parmi l'élite du hockey universitaire américain, l'équipe a connu dix-neuf exercices positifs.

## Trophées

### Trophées collectifs

#### Trophées NCAA
Championnat NCAA-Division I
Niveau le plus haut du hockey sur glace universitaire aux États-Unis. Son vainqueur est sacré champion national universitaire. Les Bulldogs l'ont remporté une fois :
- 2011

Tournoi NCAA
Compétition de fin de saison qui détermine le champion NCAA. Les Bulldogs y ont pris part à huit reprises, : 
- 1983, 1984, 1985, 1993, 2004, 2009, 2011 et 2012

#### Trophées  WCHA
Trophée Broadmoor
Récompense remise aux vainqueur des séries éliminatoires de la WCHA depuis 1985. Les Bulldogs se le sont vu remettre à trois reprises
- 1984, 1985 et 2009

Coupe MacNaughton
Trophée remis à l'équipe finissant première de la saison régulière de la WCHA depuis la saison inaugurale en 1951-1952. Les Bulldogs l'ont remporté deux fois :
- 1985, 1993

#### Autres
Minnesota Intercollegiate Athletic Conference
De 1949 à 1961, l'Université de Minnesota-Duluth est membre de la MIAC. Les Bulldogs remportent le championnat de hockey à huit reprises, :
- 1953, 1954, 1956, 1957, 1958, 1959, 1960 et 1961

### Trophées individuels

#### Trophées NCAA
Trophée Hobey Baker
Remis au meilleur joueur du Championnat NCAA. Cinq joueurs des Bulldogs en ont été récompensés :
- Tom Kurvers en 1984
- Bill Watson en 1985
- Chris Marinucci en 1994
- Junior Lessard en 2004
- Jack Connolly en 2012

Quatre autres joueurs ont été nominés pour ce trophée :
- Norm Maciver en 1986
- Brett Hull en 1986
- Derek Plante en 1993
- Jack Connoly en 2011

Trophée Spencer Penrose
Remis par l'American Hockey Coaches Association à l'entraîneur-chef de l'année du Championnat NCAA-Division I. Il a été à deux entraîneurs des Bulldogs :
- Mike Sertich en 1984
- Scoot Sandelin en 2004

Trophée du joueur le plus exceptionnel du Tournoi NCAA
Décerné au joueur considéré le plus exceptionnel au cours du Tournoi NCAA. Un joueur de Minnesota-Duluth se l'est vu remettre :
- J.T. Brown en 2011

Trophée Derek Himes
Remis au joueur ayant montré de l'esprit et un engagement sans relâche. Un joueur des Bulldogs en a été récompensé :
- Kyle Schmidt en 2011

Équipes All-America
Équipes désignées par l'American Hockey Coaches Association regroupant les meilleurs joueurs de la saison . Les Bulldogs comptent vingt-six sélections :
| Première équipe - Bob Hill en 1966 - Keith Christiansen en 1967 - Ron Busniuk en 1970 - Murray Keogan en 1970 - Walt Ledingham en 1971 et 1972 - Pat Boulette en 1973 - Curt Giles en 1978 et 1979 - Mark Pavelich en 1979 - Tom Kurvers en 1984 - Bill Watson en 1984 et 1985 - Rick Kosti en 1985 - Norm Maciver en 1985 et 1986 - Chad Erickson en 1990 - Brett Hauer en 1993 - Derek Plante en 1993 - Chris Marinucci en 1994 - Junior Lessard en 2004 - Alex Stalock en 2009 - Jack Connolly en 2011 et 2012[20] | Seconde équipe - Rick Kosti en 1984 - Bob Lakso en 1984 - Marc Maciver en 1984 - Matt Christensen en 1986 - Mike DeAngelis en 1988 - Beau Geisler e 2004 - Jack Connoly en 2010 - Mike Connolly en 2011 - J.T. Brown en 2012[20] |

#### Trophées WCHA
Trophée de joueur de l'année
Remis au meilleur joueur de la saison. Les Bulldogs comptent huit récipiendaires :
- Keith Christiansen en 1967
- Bob Mason en 1983
- Tom Kurvers en 1984
- Bill Watson en 1985
- Derek Plante en 1993
- Chris Marinucci en 1994
- Junior Lessard en 2004
- Jack Connolly en 2012

Trophée de l'athlète-étudiant de l'année
Récompense lors de sa dernière année universitaire le joueur alliant résultats scolaires, esprit sportif et performance. Un joueur de Minnesota-Duluth a reçu cette récompense :
- Brett Hauer en 1993
- Jeff Scissons en 2000

Trophée de la meilleure recrue
Remis au meilleur joueur dont il s'agit de la première saison. Les Bulldogs ont produit quatre récipiendaires :
- Murray Keogan en 1970
- Rick Kosti en 1984
- Brett Hull en 1985
- Brant Nicklin en 1997

Trophée d'entraîneur de l'année
Décerné au meilleur entraîneur-chef de l'année. Les entraîneurs des Bulldogs l'ont reçu à quatre reprises :
- Mike Sertich en 1983, 1984 et 1985
- Scott Sandelin en 2004

Équipe All-WCHA
Équipes regroupant les meilleurs joueurs de la saison. Les Bulldogs comptent soixante-treize sélections :
| Première équipe - Keith Christiansen en 1967 - Murray Keogan en 1970 - Ron Busniuk en 1970 - Walt Ledingham en 1971 - Gord McDonald en 1975 - Curt Giles en 1978 et 1979 - Mark Pavelich en 1979 - Bob Mason en 1983 - Bill Watson en 1984 et 1985 - Tom Kurvers en 1984 - Norm Maciver en 1985 et 1986 - Rick Kosti en 1985 - Brett Hull en 1986 - Mike Deangelis en 1988 - Chad Erickson en 1990 - Greg Andrusak en 1992 - Derek Plante en 1993 - Chris Marinucci en 1994 - Andy Reierson en 2002 - Junior Lessard en 2004 - Beau Geisler en 2004 - Mason Raymond en 2007 - Matt Niskanen en 2007 - Alex Stalock en 2009 - Jack Connolly en 2010, 2011 et 2012[22] - Mike Connolly en 2011 - J.T. Brown en 2012[22] | Seconde équipe - Bob Hill en 1966 - Glenn Resch en 1971 - Walt Ledingham en 1972 - Pat Boulette en 1973 - Gord McDonald en 1974 - Tom Milani en 1975 et 1976 - Dave Langevin en 1976 - Dan Lempe en 1977 et 1980 - Gregg Moore en 1982 et 1983 - Norm Maciver en 1984 - Bob Lakso en 1984 - Rick Kosti en 1984 - Matt Christensen en 1984 et 1985 - Tom Herzig en 1985 - Guy Gosselin en 1987 - Derek Plante en 1992 - Jon Rohloff en 1993 - Chris Marinucci en 1993 - Brad Federenko en 1994 - Mike Pekuso en 1997 - Rick Mrozik en 1997 - Judd Medak en 2002 - Evan Schwabe en 2004 et 2005 - Issac Reichmuth en 2004 - Justin Fontaine en 2009, 2010 et 2011 - Ken Reiter en 2012[22] | Troisième équipe - Mike Peluso en 1996 et 1998 - Taras Lendzyk en 1997 - Issac Reichmuth en 2003 - Josh Meyers en 2009 - Justin Faulk en 2011 - Travis Oleksuk en 2012[22] |
Équipe des recrues
Sélection des joueurs discutant leur première saison. Onze joueurs des Bulldogs ont été retenus :
- Brad Federnko en 1994
- Mike Peluso en 1995
- Brad Nicklin en 1997
- Curtis Doell en 1997
- Ryan Coole en 1998
- Issac Reichmuth en 2003
- Mason Raymond en 2006
- Alex Stalock en 2007
- Mike Connolly en 2009
- Justin Faulk en 2011
- J.T. Brown en 2011